# Taboo Tattoo
Taboo Tattoo (jap. タブー・タトゥー, Tabū Tatū) ist eine Manga-Serie von Shinjirō, die seit 2009 in Japan bei Media Factory erscheint. Sie wurde in mehrere Sprachen übersetzt und erschien bei Egmont Manga auf Deutsch. Das Werk wurde auch als Anime-Fernsehserie adaptiert, die ebenfalls mit deutschen Untertiteln erschien.  Das Werk ist in die Genres Action, Abenteuer und Seinen einzuordnen.

## Handlung
Der Schüler Justice Akatsuka (赤塚 正義), genannt Seigi, ist als Waise im Dōjō seines Großvaters aufgewachsen, wo er von klein auf Kampfkunst lernte. Als Seigi eines Tages mit seiner Kampfkunst einen Obdachlosen vor Schlägern rettet, erhält er als Dank ein Tattoo, das sich in seine Hand einbrennt. Zunächst weiß er nicht, was er davon halten soll, doch an seiner Schule geht das Gerücht um es handele sich dabei um eine Waffe. Doch dann trifft er auf das Mädchen Bluesy Fluesy (ブルージィ＝フルージィ, Burūjii Furūjii), eine amerikanische Agentin. Sie greift ihn wegen seines Tattoos an, verrät ihm aber schließlich, dass es sich um ein geheimes Wappen handelt, dass besondere Kräfte verleiht. Sie ist Teil einer Organisation der US-Streitkräfte, die diese magischen Wappen sammelt und will testen, ob Seigi sie einsetzen kann. Das gelingt ihm erst, als er zusammen mit Bluesy Fluesy und deren Gehilfen auf einen Gegner der beiden trifft. Dieser attackiert Seigi, bis es diesem schließlich gelingt seine Fähigkeit zu aktivieren: Mit der „Void Maker“ genannten Kraft kann er Schwarze Löcher erzeugen und sich selbst heilen.
Seigi stellt sich auf die Seite der Organisation von Bluesy Fluesy, die gegen das Reich Selinistan einen geheimen Krieg um die magischen Tattoos führen. Dabei geht es Seigi vor allem darum, seine Kindheitsfreundin Tōko Ichinose (一ノ瀬 桃子) zu schützen, die im Laufe der Ereignisse selbst ein Tattoo erhält.

## Veröffentlichung
Der Manga erschien erstmals am 27. November 2009 (Ausgabe 1/2010) im Magazin Gekkan Comic Alive des Verlags Media Factory. Dieser brachte die Kapitel auch in insgesamt 13 Sammelbänden heraus. Im Juni 2017 wurde das letzte Kapitel veröffentlicht.
Egmont Manga veröffentlichte die Serie zwischen April 2017 und April 2019 vollständig in einer Übersetzung von Burkhard Höfler. Eine englische Übersetzung erscheint bei Yen Press, eine französische bei Doki-Doki und eine italienische bei J-Pop.

## Anime-Adaption
2016 entstand eine 12-teilige Anime-Serie zum Manga für das japanische Fernsehen. Bei der Produktion von J.C.Staff führte Takashi Watanabe Regie. Hauptautoren waren Masamitsu Ōtake und Mayori Sekijima. das Charakterdesign stammt von Shinya Hasegawa und die künstlerische Leitung lag bei Shinji Kawaai.
Die Serie wurde vom 5. Juli bis 20. September 2016 nach Mitternacht (und damit am vorigen Fernsehtag) von dem Sender TV Tokyo in Japan ausgestrahlt, sowie je zwei Tage später auch auf AT-X und weitere drei Tage später auf BS Japan. Die Plattform Crunchyroll zeigte den Anime per Streaming-Simulcast mit deutschen und englischen Untertiteln.

### Synchronisation
| Rolle                    | Japanische Stimme (Seiyū) |
| ------------------------ | ------------------------- |
| Tōko Ichinose            | Sora Amamiya              |
| Justice „Seigi“ Akatsuka | Yoshitaka Yamaya          |
| Bluesy „Izzy“ Fruesy     | Yoshimasa Hosoya          |

### Musik
Die Musik der Serie komponierte Shinji Hosoe. Der Vorspann ist unterlegt mit dem Lied Belief von May’n und der Abspanntitel ist Egoistic Emotion von Trigger.